# Vijayapuri (North)
Vijayapuri (North) is een census town in het district Nalgonda van de Indiase staat Telangana. 

## Demografie
Volgens de Indiase volkstelling van 2001 wonen er 19.333 mensen in Vijayapuri (North), waarvan 52% mannelijk en 48% vrouwelijk is. De plaats heeft een alfabetiseringsgraad van 72%. 